# Informe Belmont
L'Informe Belmont és una declaració afavorida pel departament de Salut, Educació i Benestar dels Estats Units, titulat «Principis ètics i pautes per a la protecció dels éssers humans en la investigació», i és un important document històric en el camp de l'ètica mèdica. L'informe va ser publicat el 18 d'abril de 1979, i pren el nom del Centre de Conferències Belmont, on el document va ser elaborat.

## Història
Basat en el treball de la Comissió Nacional per a la Protecció dels Subjectes Humans davant la Investigació Biomèdica i del Comportament (1974-1978), el Departament de Salut, Educació i Benestar dels Estats Units va revisar i va ampliar les regulacions per a protegir els subjectes humans a fins de la dècada dels '70 i principis dels '80. En 1978, la Comissió va publicar el document Principis ètics i pautes per a la protecció dels éssers humans en la investigació, que va ser anomenat Informe Belmont.
Els tres principis ètics fonamentals per a tenir en compte en la investigació amb humans són:
- Respecte a les persones: protegint l'autonomia de totes les persones i tractant-les amb cortesia, respecte i tenint en compte el consentiment informat.

- Beneficència: maximitzar els beneficis per al projecte d'investigació mentre es minimitzen els riscos per als subjectes de la investigació, i

- Justícia: usar procediments raonables i no explotadors per a assegurar-se que s'administren correctament (en termes de cost- benefici).

Avui, l'informi Belmont continua sent una referència essencial perquè els investigadors i grups que treballen amb subjectes humans en investigació, s'assegurin que els projectes compleixen amb les regulacions ètiques.

## Sumari
El 12 de juliol de 1974, l'Acta Nacional d'Investigació dels EUA va ser convertida en llei, i es va crear la Comissió Nacional per a la Protecció dels Subjectes Humans en la Investigació Biomèdica i Comportamental. Una de les tasques de la Comissió era identificar els principis ètics bàsics que havien de regir la conducta dels investigadors biomèdics i comportamentals envers els subjectes humans, i desenvolupar pautes que asseguressin que la investigació és conduïda d'acord amb aquests principis. En virtut d'això, la Comissió va considerar: (i) els límits entre la investigació biomèdica i del comportament i la pràctica acceptada i rutinària de la medicina, (ii) el paper de l'anàlisi risc-benefici en la determinació de la conveniència d'investigar amb subjectes humans, (iii) pautes apropiades per a la selecció dels subjectes a participar en la investigació, i (iv) la naturalesa i la definició del consentiment informat en diferents tipus d'investigació.
L'Informe Belmont procura resumir els principis ètics bàsics identificats per la Comissió en el curs de les seves deliberacions. És la conseqüència d'un període de quatre dies d'intenses discussions que van ser portades a terme al febrer de 1976 en el Centre de Conferències Belmont, que va venir a suplir les deliberacions mensuals de la Comissió que es feien durant gairebé quatre anys.
Amb la posterior publicació de l'informe en el Registre Federal, i el lliurament d'exemplars als grups d'investigació, l'informe es va posar fàcilment a la disposició dels científics, els membres dels comitès examinadors institucionals, i els empleats federals. L'apèndix de dos volums, conté llargs informes d'experts i especialistes que van assistir a la Comissió. A diferència de la majoria dels altres informes de la Comissió, l'informe Belmont no fa les recomanacions específiques per a l'acció administrativa de la Secretària de Salut, Educació i Benestar dels Estats Units solament, sinó que per recomanació de la mateixa Comissió, l'Informe Belmont va ser adoptat en la seva totalitat per a ser una política departamental.

## L'Informe Belmont avui
En 1991, altre 14 departaments federals i agències d'investigació van adoptar com normativa oficial les regles per a protegir als subjectes humans establerts en l'Informe Belmont. Aquesta uniformització de les regulacions a nivell federal es coneix informalment com Regla Comuna (Common Rule).
L'informe Belmont avui serveix com document històric i proporciona el marc ètic per entendre les regulacions de l'ús de subjectes humans en la investigació experimental als Estats Units.